# En quête de justice
En quête de justice ou Pour la cause au Québec (Just Cause) est une série télévisée canadienne en 22 épisodes de 42 minutes, créée par Jacqueline Zambrano et Gail Morgan Hickman et diffusée entre le 15 septembre 2002 et le 18 mai 2003 sur W Network et simultanément aux États-Unis sur le réseau PAX.
En France, la série a été diffusée à partir du 16 mars 2004 sur Téva, au Québec à partir du 9 janvier 2005 à Séries+, et en Suisse sur TSR1.

## Distribution

### Acteurs principaux
- Elizabeth Lackey (VF : Julie Dumas) : Alexandra « Alex » DeMonaco
- Richard Thomas (VF : Pierre Tessier) : Hamilton Witney III
- Shaun Benson (VF : Tanguy Goasdoue) : Patrick Heller
- Khaira Ledeyo (VF : Marina Pastor) : Peggy Tran (21 épisodes)
- Mark Hildreth (en) : Ted Kasselbaum (20 épisodes)
- Jason Schombing : Dave Kaplan (19 épisodes)
- Roger Cross (VF : Guillaume Orsat) : C.J. Leon (19 épisodes)

### Invités
- Conchita Campbell (VF : Chantal Baroin) : Abigail / Emma (épisode 18)

 Source et légende : version française (VF) sur RS Doublage

## Épisodes
1. Ex détenue - (1re partie) (Pilot - part 1)
2. Ex détenue - (2e partie) (Pilot - part 2)
3. Essais cliniques (Human Trials)
4. Au-dessus de la loi (Above the Law)
5. Lama et mantras (Lama Hunt)
6. Tonya (Tonia with an O)
7. Le Prix du silence (Code of Silence)
8. Assurance tous risques (Bet Your Life)
9. Informations gênantes (Making News)
10. Une équipe très spéciale (The Last to Know)
11. Une star ruinée (Fading Star)
12. Noël dans la rue (The Wives of Christmast Past)
13. Petits arrangements avec les morts (Death's Details)
14. Moisissures et marionnette (Dream House)
15. Attention ! Passé toxique (Buried Past)
16. Pour quelques kilos de trop (Dying to Be Thin)
17. Trahisons en tous genres (Lies, Speculation & Deception)
18. Cache-cache (Hide and Seek)
19. Soupçons sur le procureur (Reasonable Doubts)
20. Des étudiants à l'épreuve (Blackboard Jungle)
21. Au nom des miens (Trial by Memory)
22. Le Rachat (The Closing)